# セミオートマット
セミオートマットとは、フィルムを使うカメラにおけるフィルム装填方式の一つ。スタートマーク式とも呼ばれる。

## 概要
120フィルムのようなリーダーペーパーのあるフィルムを使うカメラに用いられる。リーダーペーパーをスプールに巻き込み、フィルム裏紙のスタートマークとカメラのスタートマークが合うまでフィルムを巻き上げ、カメラの裏蓋を閉めてフィルムがストップするまで巻き上げると自動的に1コマ目がセットされ、以後1コマごとに巻上げが自動停止するものをいう。
スタートマークのセットまで自動化したオートマットと比較し安価にできること、実用面では充分であることから機械式ではこの方式が主流である。
かつては、「オートマット」を名乗るカメラのほとんどが実際にはセミオートマットであった。しかし廉価なカメラは赤窓により直接裏紙のコマ数を確認しなければならないものが多く、セミオートマットでも搭載しているカメラは中級以上のカメラと言えた。現在では中判カメラの高級化が進み、さらに少なくともセミオートマット機構を必要とする220フィルムが登場したため、セミオートマット機構の搭載はごく一般的となっている。